# Sube'etai

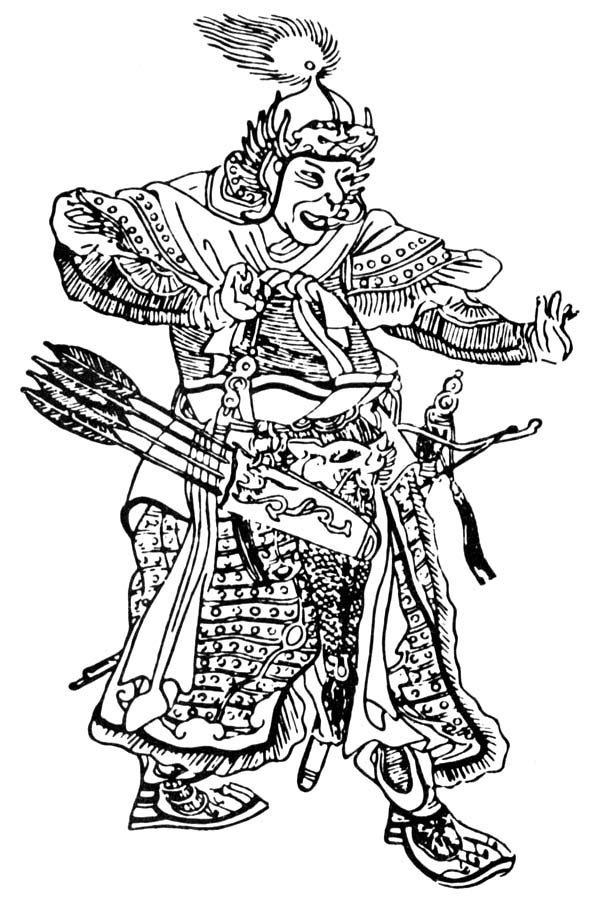
Sube'etai auf einer chinesischen Zeichnung.

Sube'etai oder Subutai (mittelmongolisch: ᠰᠦᠪᠦᠭᠠᠲᠠᠢ, Sube'etai; mongolisch (modern): Сүбээдэй, Sübeedei; chinesisch: 速不台, Subutai; * um 1175 in der Mongolei; † 1248 in der Mongolei) war ein General und Feldherr in der Armee des Mongolischen Reichs. Sube'etai trug den Beinamen Ba'atur (mittelmongolisch: ᠪᠠᠭᠠᠲᠤᠷ, Ba'atur; mongolisch (modern): Баатар, Baatar; wörtlich: Held), ein Ehrentitel, der dem europäischen Ritter vergleichbar ist. Er wird nicht nur als der fähigste General Dschingis Khans, Ögedei Khans und Güyük Khans angesehen, heutige Militärhistoriker zählen ihn zu den größten Heerführern der Geschichte und sehen ihn auf einer Stufe mit Napoleon, Alexander, Cäsar und Hannibal. Diese Wertung ist allerdings nicht unumstritten, einige Autoren sehen in ihm nur einen unter vielen mongolischen Heerführern.
Unstrittig ist, dass Sube'etai im Laufe seiner rund 50 Jahre umspannenden Laufbahn an der Einnahme von mehr Territorium beteiligt war, als jeder andere historische Militärführer. Sein Operationsgebiet erstreckte sich von den Wäldern Sibiriens im Norden bis nach Iran im Süden, von China im Osten bis nach Ungarn im Westen. Unter seinem Befehl stehende Truppen drangen bis nach Polen, Österreich und an die Adria vor. Kriegsgräuel und Massaker an der Zivilbevölkerung waren routinemäßig Teil seines Vorgehens, einige Städte wurden auf seinen Befehl hin so gründlich dem Erdboden gleichgemacht und entvölkert, dass sie nie wieder aufgebaut wurden.

## Leben
Die Quellenlage zur Person Sube'etais ist äußerst lückenhaft, widersprüchlich und undurchsichtig. Dementsprechend sind in der Sekundärliteratur viele Angaben zu seiner Biografie, seiner Herkunft und frühen Jahre umstritten. So werden beispielsweise das Jahr und der Ort seiner Geburt, seine ethnische Zugehörigkeit, seine familiären Verhältnisse, sowie die Datierung entscheidender Ereignisse, etwa seines Anschlusses an Dschingis Khan oder seines ersten unabhängigen Kommandos, diskutiert.
Zudem besteht eine gewisse Mythologisierung in der Sekundär- und Populärliteratur, zahlreiche der dort gemachten Angaben lassen sich anhand der Primärquellen nicht belegen oder als falsch nachweisen. Einige dieser Angaben sind weit verbreitet und sowohl in der Literatur, als auch und vor allem im Internet, viel zitiert. Eine der Populärsten ist jene, die besagt, Sube'etai habe „65 offene Feldschlachten geschlagen und 32 Nationen unterworfen“. Diese Angabe, die offensichtlich von Basil Liddel-Hart ausgehend ihren Weg in Richard A. Gabriels Biografie Subotai the Valiant gefunden hat, und sich von dort aus unter anderem auch in die englischsprachige Wikipedia fortgesetzt hat, ist in keiner der sie zitierenden Sekundärquellen belegt. Die bisher genaueste Analyse der Primärquellen zu dieser Angabe hat Carl Sverdrup erarbeitet und kam bei dieser auf 35 Schlachten, die Sube'etai führte. Weitere populäre Beispiele, die sich anhand der Primärquellen nicht belegen lassen sind beispielsweise die Angaben, Sube'etai habe nie eine Schlacht verloren; Sube'etai sei kein ethnischer Mongole und kein Steppennomade gewesen, sondern habe zu den Waldbewohnern Süd-Sibiriens gehört; Sube'etai sei so fettleibig gewesen, dass kein Pferd ihn tragen konnte, und er in einem eisernen Karren umherfahren musste; Sube'etai sei einäugig gewesen und habe eine verkrüppelte Hand gehabt. Die Liste ließe sich um zahlreiche Beispiele erweitern. Stephen Pow und Jingjing Liao veröffentlichten 2018 einen ersten Text, um diesen Mythologisierungen und Legendenbildungen entgegenzuwirken und eine Aufarbeitung derselben anzuregen.

### Herkunft und frühe Jahre
Die historischen Hauptquellen für Informationen über die Abstammung Sube'etais, die frühen Lebensjahre und die ersten Jahre seiner Laufbahn, die in westlichen Übersetzungen vorliegen, sind die Geheime Geschichte der Mongolen und insbesondere die chinesische Chronik Yuan Shi, die eine kurze Biografie Sube'etais enthält. Persische und europäische Quellen liefern, wenn überhaupt, dürftige Informationen. Eine Ausnahme stellt der persische Chronist Raschīd ad-Dīn dar, der in seinem Werk Dschāmiʿ at-tawārīch einige Angaben zu Sube'etais Stamm, den Uriyangqay, und zu seiner Familie macht.

Keine der historischen Quellen nennt das genaue Geburtsjahr Sube'etais. Einzig das Yuan shi gibt einen Hinweis. Laut dieser Quelle starb er in einem Maus-Jahr (Wu-Shen) im Alter von 73 Jahren. Da sich das genannte chinesische Jahr vom 28. Januar 1248 bis zum 15. Januar 1249 westlicher Zeitrechnung erstreckte, kann seine Geburt auf 1175 oder 1176 datiert werden.

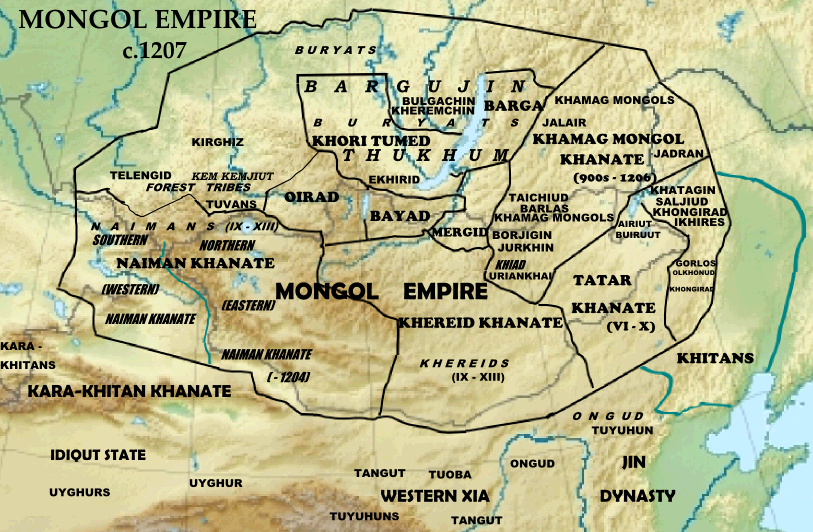
Lage des Siedlungsgebiets der Uriyangqai und anderer mongolischer Stämme zu Beginn des 13. Jahrhunderts

Relative Einigkeit besteht in den Quellen darüber, dass Sube'etai einem Uriyangqay (Uriyangkhai, Uriangqan, Uriankhit, Uriyangqat) genannten Stamm angehörte. Keine der Primärquellen gibt an, dass die Uriyangqay keine ethnischen Mongolen gewesen seien. Im Gegenteil, sowohl das Yuan shi, als auch Raschīd ad-Dīn geben dezidiert an, dass sie ein mongolischer Stamm waren. Sie lebten westlich des Flusses Onon auf dem Gebiet der heutigen Mongolei. Laut Raschīd ad-Dīn gab es einen weiteren Stamm namens Uriyangqai, diese lebten westlich des Baikalsees in Süd-Sibirien, waren aber mit dem Stamm, dem Sube'etai entstammte, nicht verwandt.
Besonders in Bezug auf Sube'etais Familie sind nicht nur die Angaben in der heutigen Sekundärliteratur, sondern auch jene der historischen Quellen inkonsistent und widersprüchlich. Die ausführlichsten und wohl verlässlichsten Angaben finden sich im Yuan shi. Laut dieser Quelle hieß Sube'etais Vater Qaban und er hatte einen älteren Bruder namens Huluhun. Über Sube'etais Mutter und etwaige weitere Geschwister schweigen die historischen Quellen sich aus. Auch ist über Sube'etais Frauen so gut wie nichts bekannt. Einzig von Tumeken, kaiserliche Prinzessin aus dem Geschlecht der Dschingisiden (Temüdschins Familie und Nachfahren), die Ögedei Khan ihm 1229 zur Frau gab, ist der Name überliefert. Sube'etai hatte mindestens zwei Söhne, Uriyangqadai und Kököcü, sowie einen Enkel, Aju. Uriyangqadai und Aju waren ebenfalls bedeutende Armeeführer unter Möngke Khan und Kublai Khan. Der Geheimen Geschichte der Mongolen zufolge war Sube'etai ein naher Verwandter des J̌elme. Dieser war ebenfalls ein bedeutender General Dschingis Khans und einer seiner frühesten Gefolgsleute.
Wann sich die Wege Sube'etais und Temüdschins erstmals kreuzten, ist nicht genau überliefert. Folgt man der Schilderung in der Geheimen Geschichte, erscheint ein Anschluss um 1190 wahrscheinlich. Die Angaben des Yuan shi lassen sich allerdings dahingehend interpretieren, dass dies erst 1203 geschah. Über die dazwischenliegende Zeit finden sich keine weiteren Angaben, und auch in der Biografie des Dschingis Khan klafft in diesem Zeitraum eine fast zehnjährige Lücke.

### Militärische Operationen
Die ersten militärischen Unternehmungen Sube'etais sind in den Primärquellen ebenfalls nur dürftig belegt, die Quellenlage wird aber nach ca. 1219 klarer und eindeutiger, da die Anzahl der Quellen steigt.
Sube'etai gehörte früh zur obersten Kommandoebene des Mongolischen Reichs. Bereits 1206, anlässlich seiner Inthronisation zum Dschingis Khan, hatte Temüdschin ihn als einen der Dörben Noqas (Vier Hunde) zu einem seiner bedeutendsten Militärführer ernannt. Die Dörben Noqas, Sube'etai, J̌elme, J̌ebe und Qubilai waren die Kommandeure der mongolischen Vorhut und bildeten mit den Dörben Kulu'ud (Vier Rössern) Muqali, Bo'orču, Boroqul und Čila'un, das Zentrum der mongolischen Militärführung um Dschingis Khan.
Die erste Erwähnung militärischer Unternehmungen Sube'etais findet sich in der Geheimen Geschichte. Demnach befehligte er 1204 einen Teil der Vorhut bei Dschingis Khans Feldzug gegen die Naimanen unter Tayang Khan.
1211 eröffnete Dschingis Khan seinen ersten Feldzug gegen die Jin-Dynastie in Nordchina. Neben Jebe Noyan, und diesem vermutlich unterstellt, befehligte Sube'etai einen Flügel der Armee. Sie eroberten Teile der Mandschurei, stießen dann nach Süden vor, wo sie sich mit den anderen Teilen der mongolischen Armee vereinten und 1214 gegen die Hauptstadt der Jin, Zhōngdū (das heutige Peking), vorrückten und diese belagerten. Da die Mongolen die Jin im Prinzip unterworfen und reiche Beute gemacht hatten, und sich zudem Krankheiten in ihren Lagern ausbreiteten, handelten sie vorläufig einen Friedensvertrag mit den Jin aus und kehrten in die Mongolei zurück. Dem Yuan shi zufolge erstürmte Sube'etai 1212 als erster die Mauern der Stadt Huanzhou und wurde dafür von Dschingis Khan reich belohnt.

#### Sube'etais erstes Kommando: Die Vernichtung der Merkit (1216–1218?)
Sein erstes unabhängiges Kommando erhielt Sube'etai, als er von Dschingis Khan ausgesandt wurde, die Merkiten letztendlich niederzuschlagen. Diese hatten sich 1208 nach mehreren Niederlagen gegen Dschingis Khans Krieger in den Westen des heutigen Kasachstan zurückgezogen. Die Frage, wann Sube'etai diesen Auftrag erhielt, wird in der heutigen Literatur lebhaft diskutiert, da in den Primärquellen äußerste Verwirrung herrscht. Paul Buell und Christopher Atwood haben den frühen mongolischen Kampagnen im Westen, zu denen auch Sube'etais erstes Kommando gehörte, detaillierte Artikel gewidmet. Die Mehrzahl der akademischen Autoren datiert auf 1216 oder 1217, so beispielsweise Atwood, Igor de Rachewiltz, Paul Ratchnevsky und Carl Sverdrup.  Nicht nur in Bezug auf die Datierung, sondern auch in Hinsicht auf weitere Details der Kampagne, beispielsweise die Anzahl an Schlachten und die Orte, an denen diese stattfanden, sind die Quellen inkonsistent. Als gesichert gilt, dass Sube'etai den Merkiten folgte, sie aufspürte und ihnen, vermutlich 1218, eine vernichtende Niederlage beibrachte. Nach dem Tod ihres letzten Führers Qudu, hörte der Stamm der Merkiten auf, als unabhängige Entität zu existieren.
Im direkten Anschluss an diese Schlacht kam es zu einem ersten Aufeinandertreffen der Mongolen mit Truppen des Choresmischen Reichs. Es kam zu einer Schlacht, vermutlich am Irgis, die allerdings keine der beiden Seiten für sich entscheiden konnte und beide Armeen bezogen bei Anbruch der Dunkelheit Lager. Den chinesischen Quellen zufolge zog sich der Choresm-Schah Muhammad II. in der Nacht mit seinen Truppen zurück, persischen Quellen zufolge war es Sube'etai, der mit seinen Truppen das Schlachtfeld verließ. Die erste Schlacht brachte keine Entscheidung, allerdings eröffnete sie jenen Konflikt zwischen beiden Reichen, der letztendlich zum Untergang Choresmiens führte.

#### Die Eroberung Choresmiens und die Jagd auf Schah Muhammad II. (1218–1220)

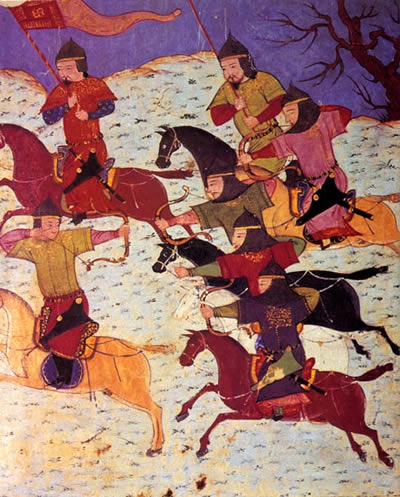
Verfolgungsjagd unter Mongolen. (Illustration aus dem frühen 14. Jahrhundert.)

Ebenfalls 1218 kam es zu weiteren diplomatischen Verwicklungen, die Dschingis Khan letztlich dazu veranlassten, einen groß angelegten Feldzug gegen Choresmien zu unternehmen. Die Invasion Choresmiens begann 1219, Sube'etai befehligte eine der Abteilungen der Vorhut. Bereits ein Jahr später waren mehrere Armeen Choresmiens geschlagen und wichtige Städte eingenommen. Der choresmische Widerstand brach zusammen und Schah Muhammad II. flüchtete nach Westen. Sube'etai und J̌ebe Noyan erhielten den Auftrag, den Schah zu verfolgen. Sie jagten ihm unerbittlich nach bis nach Chorasan und Mazandaran, auf dem Gebiet des heutigen Iran, schlugen siegreich mehrere Schlachten und legten mehrere Städte in Schutt und Asche. Es gelang Sube'etai den Staatsschatz und den Harem des Schah zu erbeuten. Hiefür wurde er von Dschingis Khan ausdrücklich geehrt. Der Schah floh letztlich auf eine Insel im Kaspischen Meer, wo er Ende 1220 erschöpft und vereinsamt starb.

#### Die Umrundung des Kaspischen Meers (1221–1224)
Nachdem sie ihre Mission erfüllt hatten, kehrten Sube'etai und J̌ebe nicht nach Osten zurück. Dschingis Khan folgte einem von Sube'etai gemachten Vorschlag und sandte sie nach Norden, um die westlich des Kaspischen Meeres gelegenen Gebiete zu erkunden. Die Jagd auf Muhammad II. und die darauffolgende Mission rund um das Kaspische Meer, in der Literatur häufig The Great Raid (Der große Raubzug) genannt, stellt nach Ansicht zahlreicher heutiger Autoren eine außergewöhnliche militärische Leistung dar, die „in den Annalen des Krieges keine Parallele findet“ (Carl Sverdrup). In vier Jahren legten die Mongolen mehrere tausend Kilometer zurück, überrannten an die zehn Staaten oder Stammesverbände, schlugen mehr als ein Dutzend siegreiche Schlachten und zerstörten zahlreiche Städte, wobei sie meist ausufernde Massaker an der Zivilbevölkerung verübten.
Die Mongolen verwüsteten weite Teile Aserbaidschans und Arrāns und durchquerten Georgien, wo sie 1221 eine Armee unter Giorgi IV. Lascha schlugen. Sube'etai und J̌ebe zogen über Derbent nach Norden, überquerten den Kaukasus und schlugen an dessen Nordseite eine Armee von Kiptschaken und Alanen, die dort auf sie gewartet hatte. Teile der überlebenden Kiptschaken unter Kötan Khan flohen in das Gebiet der Rus. Nach einem Abstecher auf die Krim, wo sie das bedeutende Handelszentrum Sudak niederbrannten, folgten die Mongolen den Kiptschaken in das Gebiet der Rus. Eine Koalition aus Kiptschaken und Truppen der verschiedenen Fürstentümer der Rus stellte sich ihnen entgegen und es kam zu der berühmten Schlacht an der Kalka. J̌ebe Noyan wurde vermutlich im Vorfeld der Schlacht von den Kiptschaken gefangen genommen und getötet. Sube'etai schlug die Allianz vernichtend, setzte den Fliehenden aber nicht nach, sondern zog nach Osten, um in die Mongolei zurückzukehren. Die Mongolen durchquerten das Gebiet der Wolga-Bulgaren, wurden dort von einer Armee der Bulgaren überrascht und Sube'etais Truppen erlitten erstmals eine Niederlage.

#### Die Vernichtung der Xi Xia (1226–1228)
Der nächste Feldzug Dschingis Khans richtete sich gegen die Dynastie Xi Xia der Tanguten. Sube'etai erhielt das Kommando über einen Flügel der mongolischen Streitmacht, drang von Westen her in das Gebiet der Tanguten vor und überwältigte die dortigen Verteidigungspositionen. Die Truppen Sube'etais vereinigten sich am Gelben Fluss mit jenen Dschingis Khans. Die mongolische Streitmacht traf auf die Hauptarmee der Tanguten und besiegte sie. Kurz darauf verstarb Dschingis Khan im August 1227. Sube'etai blieb vermutlich noch bis 1228 in Nord-China, wo er Überreste der tangutischen Streitkräfte bekämpfte. Anlässlich der Inthronisation Ögedei Khans 1229 kehrte er in die Mongolei zurück.

#### Feldzug gegen die Kiptschaken unter Bachman (1229–1230?)
Die Chronologie der Ereignisse, die direkt auf die Inthronisation Ögedeis folgten, ist in den Primärquellen widersprüchlich angegeben. Ögedei sandte Sube'etai wiederum weit nach Westen. Ziel der Mission war die Niederschlagung eines starken Verbandes von Kiptschaken unter der Führung von Bachman, der die Westgrenze des mongolischen Reiches bedrohte. Carl Sverdrup interpretiert die Angaben Raschīd ad-Dīns und jene der Geheimen Geschichte dahingehend, dass er die Kampagne auf 1229–1230 datiert. Paul Buell hingegen folgt den Angaben des Yuan shi und verortet die Kampagne am Beginn des großen Westfeldzugs 1236–1237. Einigkeit herrscht in den Quellen über den Verlauf der Kampagne. Sube'etai stellte die Kiptschaken an der Wolga und schlug sie, Bachman allerdings konnte entkommen. Die Mongolen setzten ihm nach und es gelang einer Abteilung unter Dschingis Khans Enkel Möngke, Bachman habhaft zu werden und ihn zu töten.

#### Die Vernichtung der Jin (1230–1234)
Der erste große Feldzug der Mongolen unter Ögedei Khan richtete sich gegen die Jin-Dynastie. In mehreren Kolonnen drangen die mongolischen Truppen in das Gebiet der Jin vor, um diese endgültig zu vernichten. Sube'etais erster Auftrag gestaltete sich als Fehlschlag. Den Mongolen unter dem Kommandanten Doqolqu Čerbi gelang es nicht, die zentrale Verteidigungsposition der Jin am Tong-Pass zu überwinden. Ögedai sandte Sube'etai zu Doqolqus Unterstützung. Sube'etais Truppen wurden jedoch unweit des heutigen Xi’an von den Jin geschlagen und die Mongolen brachen die Angriffe auf den Tong-Pass ab.
Sube'etai setzte nun einen verwegenen Plan in die Tat um. Er durchquerte mehrere Hundert Kilometer feindliches Territorium der Song-Dynastie, um von Südwesten in das Gebiet der Jin vorzudringen. Dieser Zug dauerte mehrere Monate und es kam zu mehreren Schlachten gegen die Song, welche die Mongolen für sich gewinnen konnten. Die Song traten in Verhandlungen mit den Mongolen und gewährten ihnen schließlich den freien Durchzug durch ihr Gebiet. Der Marsch der Mongolen war den Jin nicht verborgen geblieben, und als Sube'etais Truppen das Gebiet der Jin erreichten, erwartete sie dort die Hauptstreitmacht der Jin unter General Wanyan Heda. Im Januar 1232 kam es zu einem ersten Aufeinandertreffen und die Mongolen zogen sich im Schutze der Nacht zurück. Da die Jin um Sube'etai entgegenzutreten Truppen aus dem Norden nach Süden verlegt hatten, gelang es nun der mongolischen Hauptarmee unter Ögedei die chinesischen Truppen im Norden zu schlagen, den Gelben Fluss zu überqueren und Sube'etai Verstärkungen zu schicken. Als diese eintrafen eröffnete Sube'etai am 9. Februar einen Angriff auf die Truppen Wanyan Hedas und schlug sie vernichtend.
Da die militärischen Kräfte der Jin größtenteils geschlagen waren, kehrte Ögedai Khan im April 1232 in die Mongolei zurück und überließ Sube'etai das Oberkommando. Dieser belagerte von 1232 bis 1233 Kaifeng, die Hauptstadt der Jin, die im Mai 1233 fiel. Aizong, der Kaiser der Jin, flüchtete noch nach Caizhou, seine Lage war aber derart aussichtslos, dass er sich am 9. Februar 1234 dort das Leben nahm. Die Jin-Dynastie hörte auf zu existieren. Da die Stadt Kaifeng, bereits damals eine Millionenstadt, so erbitterten Widerstand geleistet hatte, beabsichtigte Sube'etai, die gesamte Bevölkerung der Stadt auszulöschen, wie er es gewöhnlich tat, wenn Städte sich ihm nicht freiwillig unterwarfen. Nur ein direkter Befehl Ögedei Khans konnte ihn letztlich davon abhalten.

#### Der große Westfeldzug (1236–1242)

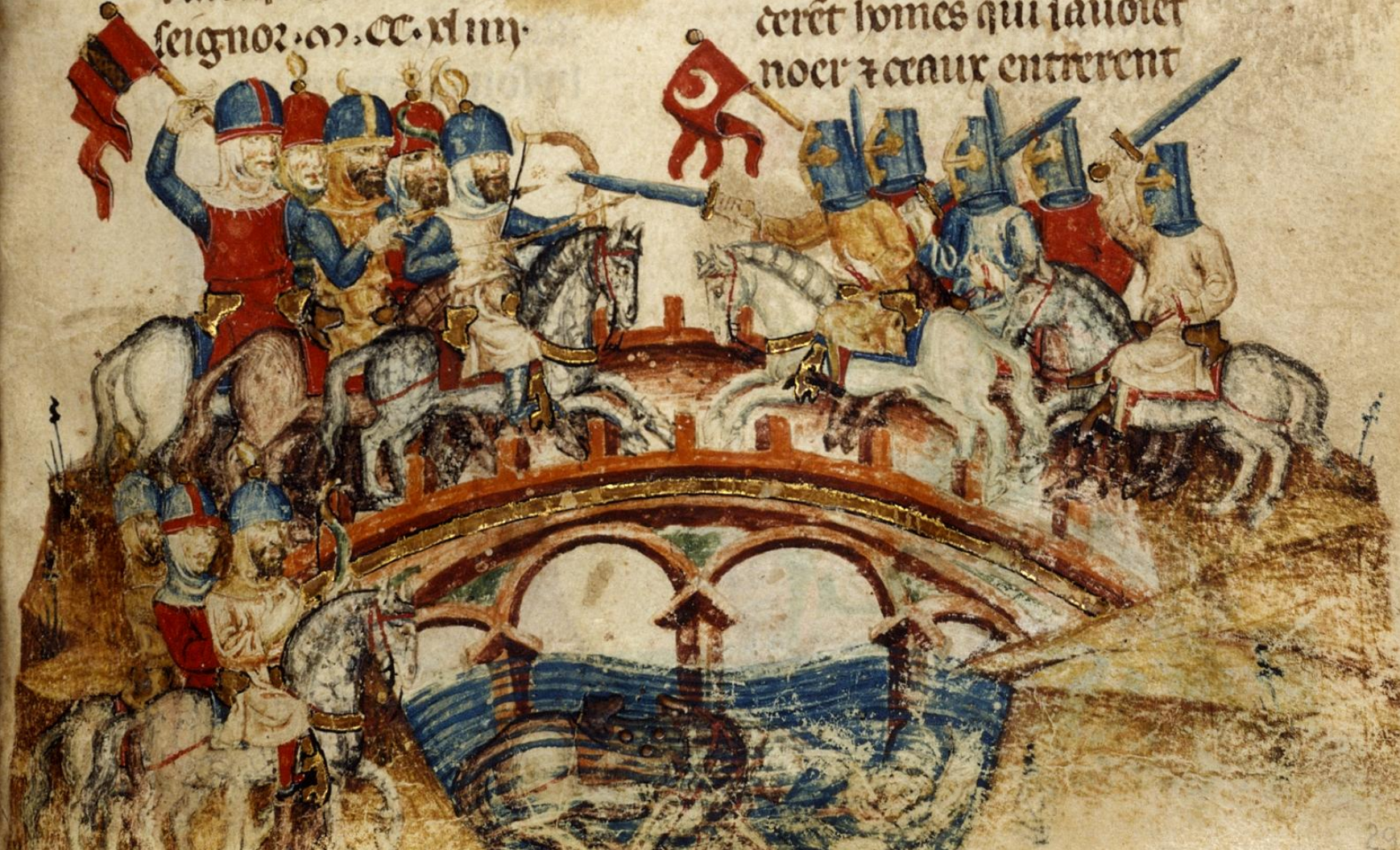
Zeitgenössische Darstellung der Schlacht bei Muhi.

1236 schickte Ögedai Sube'etai wieder nach Westen um Batu Khan, Enkel Dschingis Khans und Erbe der westlichen Gebiete des Reichs, bei der Expansion nach Westen zu unterstützen. Diese Unternehmungen gipfelten in der Invasion und Verwüstung Ost-Europas, dem sogenannten Mongolensturm. In der heutigen Literatur besteht große Einigkeit darüber, dass der Westfeldzug zwar nominal unter dem Kommando Batus stand, Sube'etai aber de facto das Oberkommando innehatte und die strategische Planung ihm oblag. Das Yuan shi zitiert Batu mit den Worten: „Alle Erfolge, die wir zu jener Zeit erzielten, verdanken wir Sube'etai“.
Im Winter 1236–1237 schlug Sube'etai die Truppen der Wolga-Bulgaren und eroberte deren Gebiet. Die Mongolen zogen weiter nach Westen und stießen mit drei Kolonnen in die Fürstentümer der Rus vor. Mehrere Armeen der Rus wurden in kurzer Folge geschlagen und zahlreiche Städte eingenommen und verwüstet. Die Fürstentümer Rjasan, Wladimir-Susdal und Teile Tschernigows wurden erobert. Den Sommer verbrachten die Mongolen am Don und kleinere Armeeabteilungen unterwarfen die Stämme auf den Ebenen rund um das Schwarze Meer. 1239 setzten die Mongolen ihre Angriffe gegen die Rus fort. Das Fürstentum Tschernigow wurde komplett eingenommen, ebenso Halytsch-Wolodymyr. Kiew, Wladimir und andere Städte fielen 1240 in rascher Folge.
1241 drangen die Mongolen in mehreren Kolonnen nach Polen und Ungarn vor. Mit welch unerhörter Präzision Sube'etai die Unternehmungen der verschiedenen Armeeabteilungen aufeinander abstimmte, beweist sich im April 1241, als die Mongolen eine polnische und deutsche Streitmacht in der Schlacht bei Liegnitz bezwangen, und nur zwei Tage später die ungarische Armee unter König Bela IV. in der Schlacht bei Muhi vernichteten. Die Mongolen verblieben den Rest des Jahres in Ungarn, eine kleinere Armeeabteilung verfolgte Bela IV. bis an die Adria, eine weitere drang bis nach Wiener Neustadt vor.
Für die angegriffenen Osteuropäer völlig überraschend zogen die Mongolen sich 1242 nach Osten zurück. Die Gründe hierfür sind in der heutigen Literatur umstritten. Ögedei Khan verstarb im Dezember 1241, und die naheliegendste Erklärung für den Rückzug mag sein, dass die Prinzen und Heerführer in die Mongolei zurückkehren mussten, um an der Wahl eines neuen Khan teilzunehmen.

### Letzte Jahre und Tod
Seine letzte Kampagne führte Sube'etai 1245–1246 nach Südchina, wo er gegen die Song kämpfte.
Als der Franziskaner Carpini 1247 am Hofe von Ögödeis Nachfolger Güyük weilte, hielt sich auch Sube'etai dort auf. Carpini berichtet, Sube'etai sei unter den Mongolen als der „Große Soldat“ bekannt gewesen.
Sube'etai starb 1248 in der Mongolei. Er hatte sein erstes Kommando bei einem Qurultai (Ratsversammlung der mongolischen Fürsten und Heerführer) am Tuul erhalten und dort wurde er wohl auch beigesetzt.